# Astorga (ort i Brasilien, Paraná, Astorga)
Astorga är en ort i Brasilien.   Den ligger i kommunen Astorga och delstaten Paraná, i den södra delen av landet, 900 km söder om huvudstaden Brasília. Astorga ligger 688 meter över havet och antalet invånare är 20 128.
Terrängen runt Astorga är huvudsakligen platt. Astorga ligger uppe på en höjd. Det finns inga andra samhällen i närheten.
Omgivningarna runt Astorga är en mosaik av jordbruksmark och naturlig växtlighet. Runt Astorga är det ganska tätbefolkat, med 86 invånare per kvadratkilometer.